# ジェームズ・S・ハリス

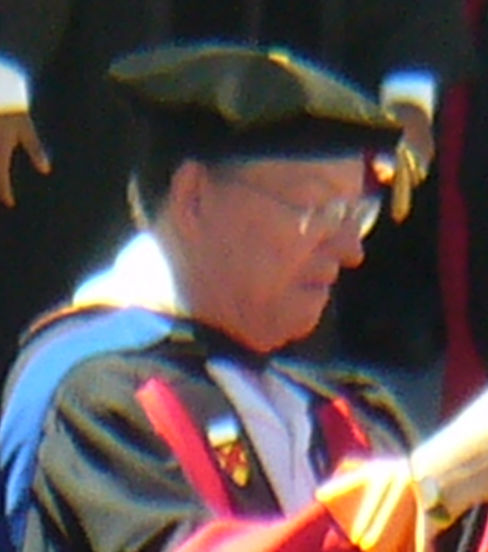
ジェームズ・S・ハリス

ジェームズ・S・ハリス (James S. Harris, Jr.) はアメリカ合衆国の材料科学者および電子工学者。1982年からスタンフォード大学教授。
専門分野は、電気工学、応用物理学、材料科学。IEEE（1988年）、アメリカ物理学会（1992年）、アメリカ光学会（2005年）、MRS（2009年）各フェロー。

## 受賞歴
- 2000年 IEEEサードミレニアムメダル[7]
- 2000年 モーリス・N・リーブマン記念賞[8]